# Pont Séjourné
Pour les articles homonymes, voir Pont sur la Têt, Pont Paul-Séjourné et Paul Séjourné.
Le pont Séjourné (également appelé pont de Fontpédrouse) est un viaduc ferroviaire permettant à la ligne de Cerdagne de franchir la Têt dans le département français des Pyrénées-Orientales. Il enjambe également la route nationale 116. Il a été conçu par Paul Séjourné, ingénieur des Ponts et Chaussées.

## Histoire
Sa construction a commencé en 1906 et s'est achevée en 1908. Faisant partie du tronçon Villefranche-de-Conflent - Mont-Louis de la ligne de Cerdagne (première section à avoir été construite), il fut inauguré en même temps que le chemin de fer le 18 juillet 1910.

Il a été inscrit Monument Historique le 30 décembre 1994.

## Architecture
Il s'agit d'un pont à deux étages d'une longueur de 236,70 m séparés par un tablier intermédiaire.

La partie centrale, qui enjambe le torrent, est encadrée par deux piles carrées ornées en leur sommet de créneaux. À l'étage inférieur elle présente un grand arc ogival, d'une ouverture de 30 m pour une hauteur par rapport au torrent de 35 m. Cet arc, dont la clé de voûte touche le tablier de séparation des deux étages, porte, de part et d'autre de sa clef de voûte, deux arcs secondaires soutenant eux aussi ce tablier intermédiaire.

Sur ce premier étage se dressent quatre arcs percés d'élégissements, soutenant le tablier de la voie ferrée et prenant appui sur les deux grosses piles carrées encadrant la travée principale, ainsi que sur trois piles s'élevant par-dessus l'arc ogival de l'étage inférieur.

Enfin, deux viaducs d'approche avec arcs en plein cintre en maçonnerie encadrent cette partie centrale,.
Les deux grosses piles carrées sont équipées chacune à leur sommet d'une chambre de minage dont l'accès se fait depuis la voie.

## Photographies

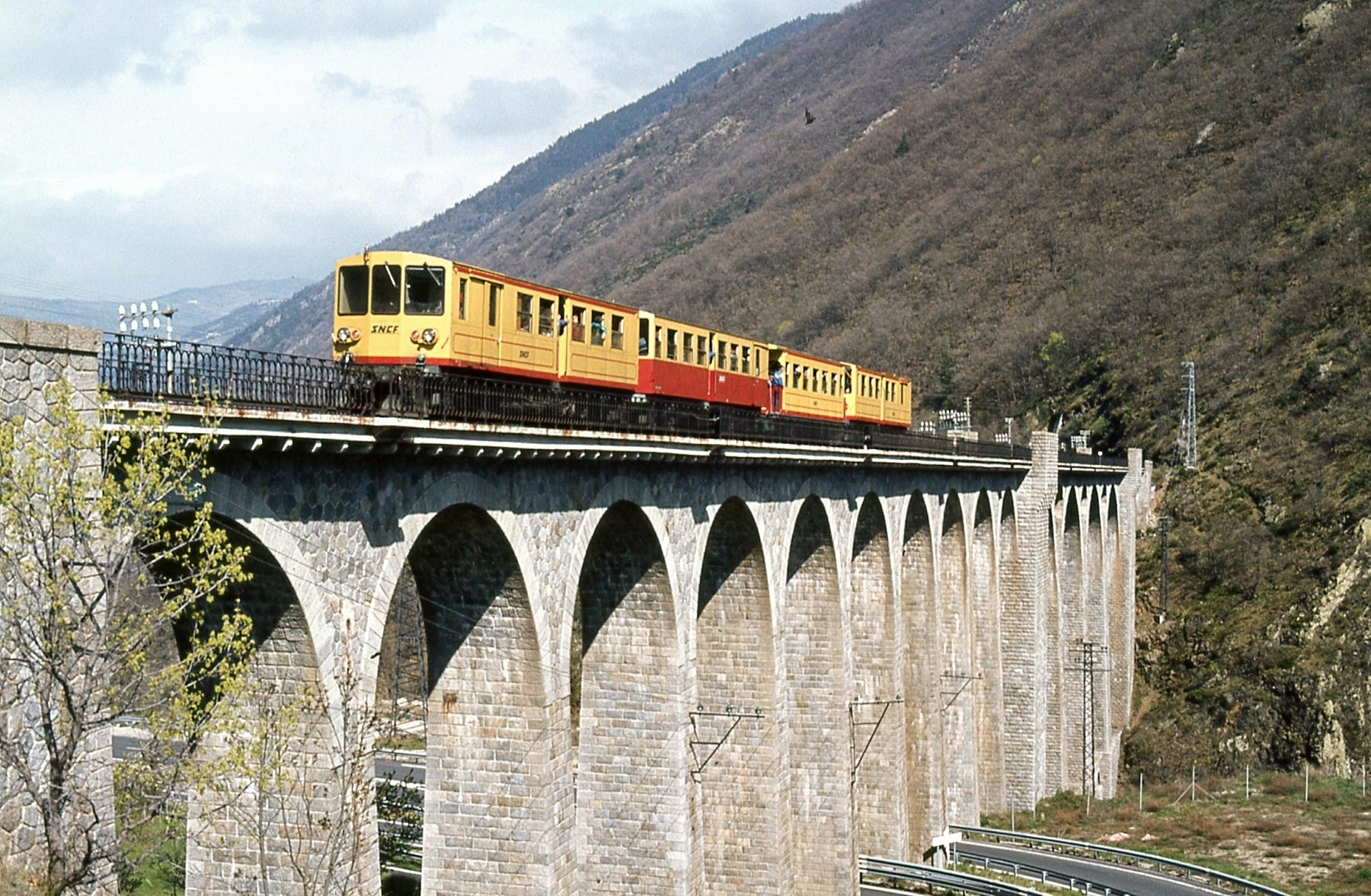
Le Train Jaune franchissant le Pont Séjourné en 1985.
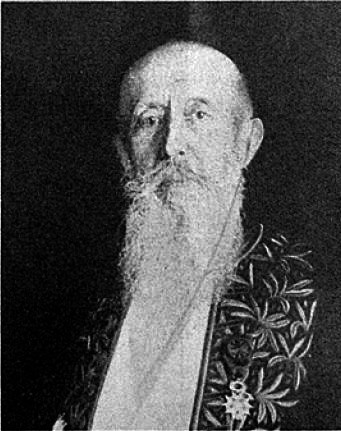
Paul Séjourné.
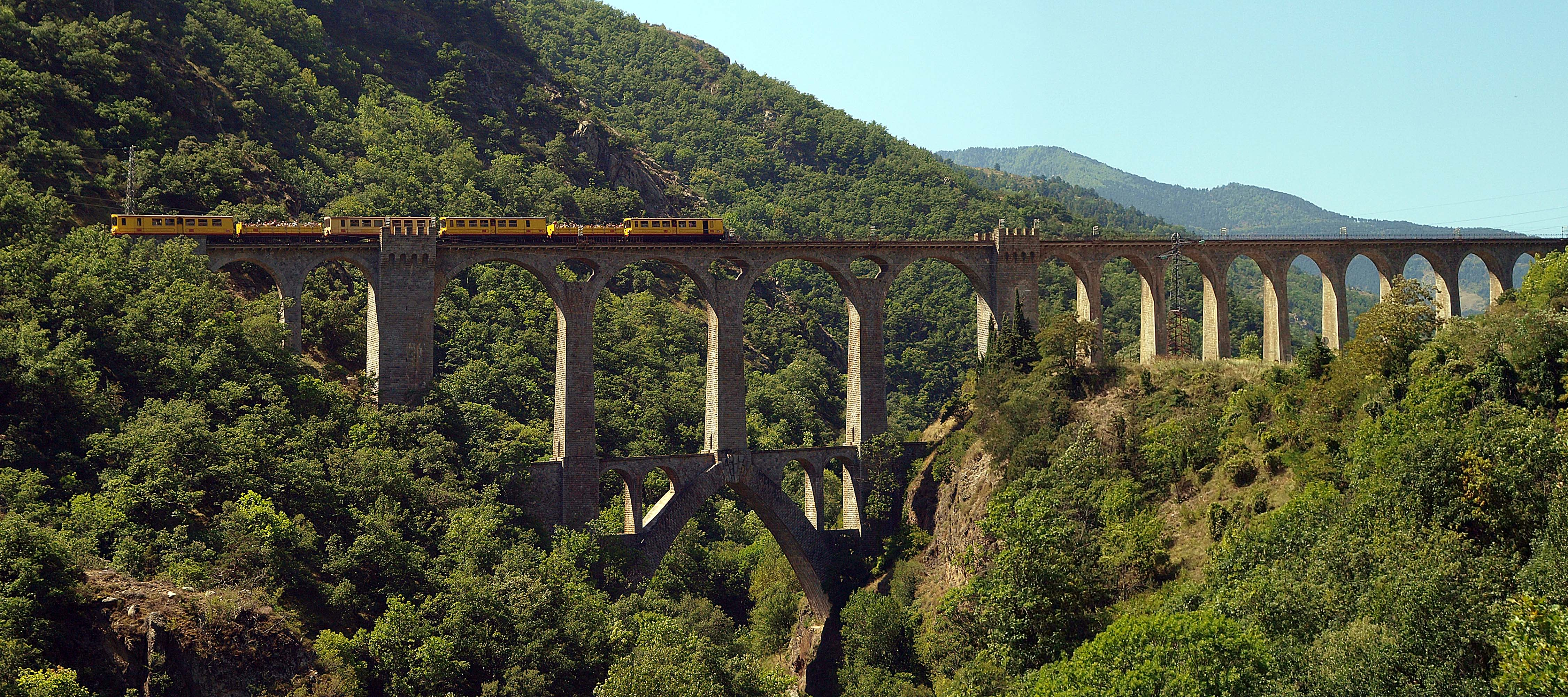
Aout 2011 - Train Jaune franchissant le pont Séjourné.

## Culture populaire
Littérature
- Gérard Raynal, Le pont des illusions : roman, Pollestres (Pyrénées-Orientales), T.D.O. éditions, 2012, 221 p. (ISBN 978-2-36652-006-4, BNF 43501566) : une part importante du roman se déroule autour de la construction du pont Séjourné.